# Fede Cartabia
Federico Nicolás Cartabia (Bombal, Santa Fe, Argentina, 20 de enero de 1993), conocido como Fede Cartabia, es un futbolista argentino que juega como centrocampista en el Shabab Al-Ahli F. C. de la UAE Pro League de los Emiratos Árabes Unidos.

## Trayectoria

### Inicios
Dejó Argentina en 2006, con solo 13 años, tras jugar en el Sportivo Bombal Club de Bombal (Santa Fe), y ser descubierto por Juan Antonio Pizzi para probar en el fútbol español, donde se probó en FC Barcelona y Valencia CF, para terminar en las categorías menores del conjunto "Che". 
Ha jugado en los escalafones inferiores del Valencia y en la academia del conjunto colaborador CF Cracks, excepto una temporada que fue cedido al CF Torre Levante y regresó al club valencianista para participar en su equipo filial, el Valencia Mestalla.

### Valencia CF
El 27 de julio de 2013, con 20 años, disputó su primer encuentro amistoso con el primer equipo del Valencia Club de Fútbol en el estadio de Mestalla y maravilló tanto a prensa como afición con los minutos que disfrutó en el encuentro frente al AC Milan, correspondiente al torneo amistoso de la International Champions Cup. El técnico Miroslav Djukic decidió contar con él definitivamente para el primer equipo con el dorsal 28 a la espalda, por lo que se le amplió su contrato hasta el año 2017 con una cláusula de rescisión de 20 millones de euros.
Debutó el 17 de agosto de 2013 en encuentro oficial de la Primera División como titular en el encuentro ante el Málaga CF en el estadio de Mestalla, en el que acabó siendo sustituido por Feghouli en el minuto 66. Pasó a ser un futbolista habitual en las convocatorias y alineaciones del técnico serbio, y debutó en competición europea el 19 de septiembre de 2013 en el encuentro de la primera jornada de la UEFA Europa League ante el equipo galés del Swansea City, siendo sustituido en el temprano minuto 13 por Ricardo Costa a causa de la prematura expulsión del defensor Adil Rami.
Anotó su primer gol oficial con el Valencia y en competición europea el 24 de octubre de 2013 en la tercera jornada de la UEFA Europa League frente al St. Gallen suizo en Mestalla, anotando por partida doble el segundo y el tercer gol de la victoria valencianista por 5-1, y dedicando el primero de ellos a Bombal, la barriada argentina en la que creció, con un mensaje escrito en su camiseta interior donde se podía leer "Para Bombal". Anotó su tercer gol de la temporada frente al Ludogorets Razgrad en Sofía en la victoria valencianista por 0-3 correspondiente a la ida de los octavos de final de la UEFA Europa League.
El 26 de diciembre de 2013 fue presentado Juan Antonio Pizzi como nuevo técnico valencianista, así que se reencontró con el que fue su descubridor en Argentina y lo trajo al fútbol europeo. Disfrutó de minutos y alternó buenas actuaciones con rendimiento irregular, lo que llevó al club al final de temporada a plantearse una posible cesión para que desarrollara al máximo sus aptitudes. A pesar de su irregularidad, demostró ser uno de los jugadores con más talento que han salido de la cantera del Valencia CF en la última década.

#### Córdoba CF
El 12 de julio de 2014 se hizo oficial su cesión al Córdoba CF para la temporada 2014/15, con una opción de compra de 8 millones de euros, en el regreso del club cordobés a la Primera División. El argentino vistió el dorsal 10 del club andaluz.
El 25 de agosto de 2014 debutó en la primera jornada frente al Real Madrid en el Santiago Bernabéu, entrando recién empezado el segundo tiempo en sustitución de Dani Pinillos. En la segunda jornada, el 30 de agosto, Fede marcó su primer gol en la Primera División de España, además de ser el primer gol del Córdoba en su regreso a la máxima categoría del fútbol español tras 42 años de ausencia. Fue en el Nuevo Arcángel frente al Celta de Vigo, empatando el encuentro 1-1 en el minuto 59. En la tercera jornada consiguió su segundo gol, en el Juegos Mediterráneos, lo cual presagiaba una prometedora temporada para el argentino.
En octubre se reencontró con el técnico que le hizo debutar en primera, Miroslav Djukic, que fue contratado por el Córdoba CF para sacar al equipo de la última posición. En noviembre el equipo seguía sin conseguir su primera victoria y los nervios llegaban a la plantilla, incluso a Fede que erró un penalti frente al Deportivo en el Nuevo Arcángel, partido que terminó en empate a cero y con Fede pidiendo disculpas por su actuación. La directiva cordobesista aseguraba no poder afrontar la opción de compra de ocho millones de euros.
En marzo, ya con 22 años, tras unas declaraciones del futbolista manifestando su intención de regresar a Valencia, se encaró con su propia afición mandándola callar mientras calentaba en La Rosaleda durante el Málaga-Córdoba debido a los insultos inaceptables procedentes de unos aficiones enfurecidos con la temporada de su equipo. Su final de temporada fue decepcionante, sin ningún vínculo con la grada y perdiendo la titularidad en el equipo. En la antepenúltima jornada sufrió una absurda expulsión debido a la impotencia de haber descendido a Segunda División como colista. Anota 4 goles y da 5 asistencias en toda la temporada, y así consigue ser uno de los tres futbolistas más destacados del Córdoba CF durante la temporada, junto a Florin Andone y Nabil Ghilas.

#### Deportivo de La Coruña
Inició el verano de 2015 a las órdenes del portugués Nuno Espírito Santo para el Valencia CF, pero finalmente el 30 de julio se hizo oficial su cesión por una temporada al Deportivo de La Coruña de Víctor Sánchez para que tenga minutos de juego y siga rodándose en la máxima categoría del fútbol español.
Le costó entrar en el equipo inicial la campaña 2015/16, aunque debutó ya en la primera jornada jugando unos minutos. Hasta la 5.ª jornada no fue titular, y justo en ese partido marcó su primer gol como deportivista adelantando a los gallegos en la victoria 1-2 frente al Real Betis en el Benito Villamarín. No repitió titularidad hasta las jornadas 9.ª, 10.ª y 11.ª. En la segunda vuelta del campeonato tuvo mucha más continuidad y prácticamente fue titular indiscutible. Al final participó en 26 partidos de Liga y 3 de Copa del Rey marcando un total de 4 goles. El verano de 2016 el Deportivo intentó su regreso pero las relaciones con el Valencia no pasaban por un buen momento.

### Valencia CF
En junio de 2016 regresó al Valencia Club de Fútbol a las órdenes de Pako Ayestaran y, tras comprobar en pretemporada que iba a disfrutar de muy pocos minutos en el equipo, solicitó al club una posible salida al Deportivo de La Coruña antes del cierre del mercado de fichajes, pero esta finalmente no se produjo al no pasar por buenos momentos la relación entre los dos clubes y por la corta plantilla de la que disponía el club valencianista. Se decidió que formara parte de la plantilla la temporada 2016/17 con el dorsal 16 y el club le propuso una oferta de renovación al estar en su último año de contrato, pero no dio ninguna respuesta. Ningún técnico esa temporada le dio minutos de juego y era habitualmente descartado en las convocatorias. Solamente el italiano Cesare Prandelli contó con él en cuatro jornadas de liga. A principios de enero el futbolista ya no tenía puesta la mente en el equipo y así lo demostró pidiendo a Voro no participar en un partido de Copa. Finalmente el último día del mercado de invierno rescindió su contrato con el club y se hizo oficial su contratación por el Deportivo de La Coruña, que lo cedió al Sporting de Braga portugués.

### Deportivo de La Coruña

#### Sporting Braga
El 31 de enero de 2017 llegó al Sporting Braga portugués cedido por el Deportivo de La Coruña hasta final de temporada. Debutó el 6 de febrero frente al Estoril y marcó su primer gol el 26 de febrero frente al Vitória Setúbal. Disputó un total de 11 partidos en los que marcó 3 goles.

### Deportivo de La Coruña
En la campaña 2017/18 regresó finalmente al Deportivo de La Coruña y empezó siendo fijo en el once titular de Pepe Mel y también para Cristóbal Parralo, pero una lesión en diciembre le hicieron no regresar al equipo hasta febrero de 2018. Volvió al equipo pero su participación fue mucho menor, y una nueva lesión le hizo perderse el final del campeonato, en el que el equipo terminó descendiendo de categoría.
En la temporada 2018/19 en Segunda División, dos lesiones a principio de temporada le impidió tener continuidad, pero tras recuperarse volvió a ser una pieza importante tanto para Natxo González como para José Luis Martí. Terminó la campaña participando en 30 de las 42 jornadas de Liga, más 1 partido de Copa y 4 de la fase de promoción de ascenso a Primera, marcando además uno de los goles en la final contra el Mallorca, aunque en el segundo partido remontaría el equipo balear.

#### Shabab Al-Ahli Dubai FC
En verano de 2019 empezó la pretemporada con Juan Antonio Anquela, pero en agosto se hizo oficial su cesión al Shabab Al-Ahli Dubai FC de la ciudad de Dubái en los Emiratos Árabes Unidos. El equipo estaba dirigido por el argentino Rodolfo Arruabarrena, que posteriormente sería destituido pese al liderazgo del equipo en el campeonato y su sustituto fue el español Gerard Zaragoza.
El debut de Fede se produjo el 19 de septiembre de 2019 en la visita al Hatta Club. Marcó su primer gol el 28 de diciembre en una goleada 5-0 frente al Al-Ittihad Kalba. Debutó en el grupo B de la Liga de Campeones asiática el 10 de febrero de 2020 frente al Pakhtakor Tashkent uzbeco. En el mercado de invierno casi regresa al Deportivo, pero la lesión de un compañero produjo que empezara a participar más y cada vez le fueran saliendo mejor las cosas. El 13 de marzo marcó el que hasta la fecha es su último gol, habiendo sumado un total de 4 goles en 15 partidos de Liga y 2 partidos de la Liga de Campeones asiática.

### Shabab Al-Ahli Dubai FC
En septiembre de 2020, el jugador vuelve cedido al Shabab Al-Ahli Dubai FC de la ciudad de Dubái en los Emiratos Árabes Unidos para disputar la temporada 2020-21.

## Selección nacional

### Selección nacional sub-20
En 2012, tras 6 años en España, rechazó la convocatoria a un entrenamiento de la selección española sub-19 porque siempre quiso jugar en la Argentina. En agosto de 2012 el futbolista, volante creativo del Valencia Mestalla en la Segunda División B española, estaba en la mira de Marcelo Trobbiani, el DT de la selección argentina sub-20.
En 2013 fue convocado finalmente por Marcelo Trobbiani para integrar el plantel que defendió a Argentina en el Campeonato Sudamericano de Fútbol Sub-20 de 2013 que se disputó en Argentina.
El 9 de enero de 2013 debutó en el campeonato en la derrota contra la selección de Chile. No fue titular pero ingresó en reemplazo de Ricardo Centurión a los 62 minutos. Su segundo partido llegó en el último de la fase de grupos del campeonato, en la victoria contra la que sería campeona, la selección de Colombia. Ingresó a los 63 minutos por Alan Ruiz. La selección argentina quedó eliminada en la primera ronda siendo una de las decepciones del Campeonato Sudamericano Sub-20 en su propio país.
| \| N.º \| Fecha \| Estadio \| Local \| Resultado \| Visitante \| Goles \| Competición \| \| ----- \| ------------------- \| --------------------------------------- \| --------- \| --------- \| --------- \| ----- \| ------------------------------ \| \| 1 \| 9 de enero de 2013 \| Mundialista Mendoza, Mendoza, Argentina \| Argentina \| 0-1 \| Chile \| \| Campeonato Sudamericano Sub-20 \| \| 2 \| 17 de enero de 2013 \| Mundialista Mendoza, Mendoza, Argentina \| Argentina \| 3-2 \| Colombia \| \| Campeonato Sudamericano Sub-20 \| \| Total \| \| Presencias \| 2 \| \| Goles \| 0 \| ---- \| |                     |                                         |           |           |           |       |                                |
| N.º | Fecha               | Estadio                                 | Local     | Resultado | Visitante | Goles | Competición                    |
| 1 | 9 de enero de 2013  | Mundialista Mendoza, Mendoza, Argentina | Argentina | 0-1       | Chile     |       | Campeonato Sudamericano Sub-20 |
| 2 | 17 de enero de 2013 | Mundialista Mendoza, Mendoza, Argentina | Argentina | 3-2       | Colombia  |       | Campeonato Sudamericano Sub-20 |
| Total |                     | Presencias                              | 2         |           | Goles     | 0     | ----                           |

### Selección absoluta
El 25 de octubre de 2013, tras solo 3 meses en el primer equipo del Valencia CF, el futbolista declaró que el DT de la selección española, campeón del mundo y de Europa, Vicente del Bosque, se interesó por su situación preguntando si era ciudadano español, detalle que el futbolista agradeció pero su sueño era que lo citaran con Argentina.
Horas después de que estas declaraciones trascendieran, Radio Valencia Cadena SER tuvo la oportunidad de contrastar esta información con el seleccionador español. Vicente Del Bosque niega haber llamado al jugador argentino, aduciendo en primer lugar que todavía no ha hecho méritos para estar en la lista de candidatos a la Roja.
Además, en caso de querer conocer la situación de pasaporte del jugador, Del Bosque no duda en apuntar a un camino más fácil: Una llamada a José Manuel Ochotorena, preparador de porteros del Valencia y la Selección, hubiera sido suficiente. El jugador se apresuró a desmentir sus propias declaraciones minutos después de que la Cadena SER las emitiera. "Quiero desmentir ese rumor que se comenta que le seleccionador Del Bosque me haya llamado habrá habido algún error buenas noches..".

## Estadísticas

### Clubes
Actualizado hasta su último partido disputado el 25 de mayo de 2025.
| Club                               | Div.          | Temporada     | Liga  | Liga  | Liga   | Copas nacionales | Copas nacionales | Copas nacionales | Torneos internacionales | Torneos internacionales | Torneos internacionales | Total | Total | Total  |
| Club                               | Div.          | Temporada     | Part. | Goles | Asist. | Part.            | Goles            | Asist.           | Part.                   | Goles                   | Asist.                  | Part. | Goles | Asist. |
| ---------------------------------- | ------------- | ------------- | ----- | ----- | ------ | ---------------- | ---------------- | ---------------- | ----------------------- | ----------------------- | ----------------------- | ----- | ----- | ------ |
| Valencia C. F. Mestalla · España   | 2.ª B         | 2012-13       | 30    | 7     | 0      | —                | —                | —                | —                       | —                       | —                       | 30    | 7     | 0      |
| Valencia C. F. Mestalla · España   | Total club    | Total club    | 30    | 7     | 0      | 0                | 0                | 0                | 0                       | 0                       | 0                       | 30    | 7     | 0      |
| Valencia C. F. · España            | 1.ª           | 2013-14       | 25    | 0     | 1      | 3                | 0                | 0                | 12                      | 3                       | 2                       | 40    | 3     | 3      |
| Valencia C. F. · España            | 1.ª           | 2016-17       | 4     | 0     | 0      | 2                | 0                | 1                | —                       | —                       | —                       | 6     | 0     | 1      |
| Valencia C. F. · España            | Total club    | Total club    | 29    | 0     | 1      | 5                | 0                | 1                | 12                      | 3                       | 2                       | 46    | 3     | 4      |
| Córdoba C. F. · España             | 1.ª           | 2014-15       | 30    | 4     | 5      | —                | —                | —                | —                       | —                       | —                       | 30    | 4     | 5      |
| Córdoba C. F. · España             | Total club    | Total club    | 30    | 4     | 5      | 0                | 0                | 0                | 0                       | 0                       | 0                       | 30    | 4     | 5      |
| R. C. Deportivo La Coruña · España | 1.ª           | 2015-16       | 26    | 3     | 3      | 3                | 1                | 0                | —                       | —                       | —                       | 29    | 4     | 3      |
| R. C. Deportivo La Coruña · España | 1.ª           | 2017-18       | 20    | 2     | 1      | —                | —                | —                | —                       | —                       | —                       | 20    | 2     | 1      |
| R. C. Deportivo La Coruña · España | 2.ª           | 2018-19       | 34    | 3     | 9      | 1                | 1                | 0                | —                       | —                       | —                       | 35    | 4     | 9      |
| R. C. Deportivo La Coruña · España | Total club    | Total club    | 80    | 8     | 13     | 4                | 2                | 0                | 0                       | 0                       | 0                       | 84    | 10    | 13     |
| S. C. Braga Portugal               | 1.ª           | 2016-17       | 11    | 3     | 2      | —                | —                | —                | —                       | —                       | —                       | 11    | 3     | 2      |
| S. C. Braga Portugal               | Total club    | Total club    | 11    | 3     | 2      | 0                | 0                | 0                | 0                       | 0                       | 0                       | 11    | 3     | 2      |
| Shabab Al-Ahli F. C. · EAU         | 1.ª           | 2019-20       | 15    | 4     | 3      | 8                | 2                | 1                | 2                       | 0                       | 1                       | 25    | 6     | 5      |
| Shabab Al-Ahli F. C. · EAU         | 1.ª           | 2020-21       | 13    | 2     | 4      | 8                | 6                | 0                | —                       | —                       | —                       | 21    | 8     | 4      |
| Shabab Al-Ahli F. C. · EAU         | 1.ª           | 2021-22       | 8     | 2     | 3      | 3                | 2                | 0                | 6                       | 5                       | 1                       | 17    | 9     | 4      |
| Shabab Al-Ahli F. C. · EAU         | 1.ª           | 2022-23       | 20    | 11    | 6      | 5                | 1                | 0                | —                       | —                       | —                       | 25    | 12    | 6      |
| Shabab Al-Ahli F. C. · EAU         | 1.ª           | 2023-24       | 18    | 4     | 5      | 5                | 2                | 2                | —                       | —                       | —                       | 23    | 6     | 7      |
| Shabab Al-Ahli F. C. · EAU         | 1.ª           | 2024-25       | 21    | 6     | 7      | 11               | 5                | 8                | 10                      | 1                       | 1                       | 42    | 12    | 16     |
| Shabab Al-Ahli F. C. · EAU         | Total club    | Total club    | 95    | 29    | 28     | 40               | 18               | 11               | 18                      | 6                       | 3                       | 153   | 53    | 42     |
| Total carrera                      | Total carrera | Total carrera | 275   | 51    | 49     | 49               | 20               | 12               | 30                      | 9                       | 5                       | 354   | 80    | 66     |
| 1. 2.                              |               |               |       |       |        |                  |                  |                  |                         |                         |                         |       |       |        |

## Palmarés

### Títulos nacionales
| Título                                     | Club                 | País | Año  |
| ------------------------------------------ | -------------------- | ---- | ---- |
| Supercopa de los Emiratos Árabes Unidos    | Shabab Al-Ahli F. C. | EAU  | 2020 |
| Copa de Liga de los Emiratos Árabes Unidos | Shabab Al-Ahli F. C. | EAU  | 2021 |
| Copa Presidente de Emiratos Árabes Unidos  | Shabab Al-Ahli F. C. | EAU  | 2021 |
| UAE Pro League                             | Shabab Al-Ahli F. C. | EAU  | 2023 |
| Supercopa de los Emiratos Árabes Unidos    | Shabab Al-Ahli F. C. | EAU  | 2023 |
| Supercopa de los Emiratos Árabes Unidos    | Shabab Al-Ahli F. C. | EAU  | 2024 |
| UAE Pro League                             | Shabab Al-Ahli F. C. | EAU  | 2025 |
| Copa Presidente de Emiratos Árabes Unidos  | Shabab Al-Ahli F. C. | EAU  | 2025 |